# Dymaxion
Dymaxion (слово-бумажник, образованное от слов «dynamic, maximum, tension» — «динамика, максимум, натяжение») — трёхколёсный автомобиль, спроектированный американским архитектором Ричардом Фуллером в 1933 году. Dymaxion — это торговая марка и имя, данное Фуллером нескольким своим изобретениям, чтобы подчеркнуть, что они — часть общего проекта по улучшению условий жизни.

## Конструкция
В 1929 году конструкции немецкого изобретателя и пионера строительства вертолетов Энгелберта Зачки предоставили Фуллеру очень важную идею. Конструкции Зачки с тремя колесами легко упаковывались, разбирались и снова собирались, как и Дом Димаксион Фуллера, сконструированный в 1927 году. Благодаря влиянию конструкций Зачки, в 1933 году была разработана концепция трёхколёсного средства передвижения аэродинамической формы. Большинство своих проектов Фуллер финансировал с помощью унаследованных денег семьи, но в финансировании данного проекта принимали участие и его коллеги по профессии.

## Характеристики
Компоновка автомобиля уникальна: два передних колеса — ведущие, заднее — управляемое, причём двигатель установлен сзади, т.е. это заднемоторный передний привод. Для ведущего моста Фуллер использовал мост от автомобиля Ford, просто перевернув его. Кузов выполнен в форме капли и аэродинамически очень эффективен. Автомобиль в два раза длиннее обычного — 6,1 метров. В автомобиле встроен мотор фирмы Ford, общей мощностью 86 лошадиных сил (63кВт) с расходом топлива 7,8 литров на 100 километров. Фуллер заявлял о потенциальной скорости 190 км/ч, но зафиксировано было только 140 км/ч.

## Дальнейшая судьба
В 1933 году на всемирной выставке в Чикаго с первым прототипом случилась авария: автомобиль перевернулся, водитель погиб, хотя и был пристегнут ремнем безопасности, и серьёзно пострадали два пассажира. Причину аварии выяснить не удалось, хотя Фуллер сообщал, что виной тому оказался другой автомобиль, который следовал слишком близко Из-за случившегося инвесторы отказались от проекта, обвинив в аварии систему управления автомобилем.
В 1988 году Арт Клейнер в своей книге «Эра еретиков» назвал настоящую причину отказа Chrysler в производстве автомобиля — банкиры грозились отозвать кредиты, предчувствуя падение спроса на уже произведенные и подержанные автомобили.
Из трех построенных прототипов остался только второй, который находится в национальном музее автомобилестроения Рено, штат Невада. Удалось воссоздать лишь внешний вид автомобиля, так как реставраторы не знают, как он выглядел внутри. В сентябре 2009 года благодаря совместным усилиям энтузиастов и фирмы «Кроствэйт и Гардинер» удалось частично воссоздать и салон автомобиля.
В октябре 2010 CNN сообщила, что архитектор Норман Фостер из Лондона воссоздал автомобиль

## Димаксион в дизайне
Хотя автомобиль и не производился, его дизайн пережил несколько воплощений. Грузовик Volkswagen Group поздних сороковых — это слегка модифицированный Dymaxion, минивэн с несколькими посадочными местами и аэродинамичным кузовом.
Другим известным проектом Фуллера был его Дом Димаксион — проект сборного дома из алюминиевых деталей фабричного производства. Был построен всего один такой дом — в 1927 году в Чикаго.